# Gavi (fotbalista)
Pablo Martín Páez Gavira (* 5. srpna 2004 Los Palacios), známý jako Gavi, je španělský profesionální fotbalista, který hraje na pozici záložníka za španělský klub FC Barcelona a za španělský národní tým.

## Klubová kariéra
Gavi se narodil ve městě Los Palacios y Villafranca v Andalusii a začínal v mládeži Realu Betis.

### FC Barcelona
Poté, co na sebe Gavi upozornil v dresu akademie Realu Betis, byl v hledáčku několika španělských velkoklubů, včetně Villarrealu, Realu Madrid a Atlética Madrid. V roce 2015, ve věku 11 let, se přesunul do akademie Barcelony.
V září 2020 podepsal svou první profesionální smlouvu s katalánským klubem. V létě 2021 byl Gavi součástí A-týmu na předsezónním soustředění, když jej povolal manažer Ronald Koeman.
Dne 29. srpna 2021 odehrál svůj první soutěžní zápas v dresu Barcelony při výhře 2:1 nad Getafe, když v 73. minutě vystřídal Sergiho Roberta. 14. září debutoval také v evropských pohárech, když po hodině utkání základní skupiny Ligy mistrů proti Bayernu Mnichov na hřišti nahradil Sergia Busquetse.

## Reprezentační kariéra
Dne 30. září 2021 byl Gavi poprvé nominován do španělské reprezentace, ve které debutoval 6. října v semifinále Ligy národů UEFA proti Itálii. Stal se tak nejmladším hráčem, který reprezentoval Španělsko na mezinárodní úrovni.
Představil se na Mistrovství světa pořádané v listopadu a prosinci 2022 Katarem. Trenér Luis Enrique s ním počítal do základní sestavy a nasadil jej do úvodního skupinového utkání 23. listopadu proti Kostarice. Španělsko vyhrálo 7:0 a stanovilo svoji nejvyšší výhru na světovém šampionátu. Ve věku 18 let a 110 dní se Gavi stal nejmladším španělským fotbalistou na velkém turnaji. Vstřelením pátého gólu se stal rovněž nejmladším autorem gólu mistrovství světa od roku 1958, kdy se gólově prosadil 17letý Pelé.

## Statistiky

### Klubové
K 2. říjnu 2021
| Klub      | Sezóna  | Liga    | Liga   | Liga | Pohár  | Pohár | Evropské poháry | Evropské poháry | Ostatní | Ostatní | Celkem | Celkem |
| Klub      | Sezóna  | Liga    | Zápasy | Góly | Zápasy | Góly  | Zápasy          | Góly            | Zápasy  | Góly    | Zápasy | Góly   |
| --------- | ------- | ------- | ------ | ---- | ------ | ----- | --------------- | --------------- | ------- | ------- | ------ | ------ |
| Barcelona | 2021/22 | La Liga | 5      | 0    | 0      | 0     | 2               | 0               | 0       | 0       | 7      | 0      |
| Celkem    | Celkem  | Celkem  | 8      | 0    | 0      | 0     | 2               | 0               | 0       | 0       | 10     | 0      |

### Reprezentační
K 6. říjnu 2021
| Španělsko | Španělsko | Španělsko |
| Rok       | Zápasy    | Góly      |
| --------- | --------- | --------- |
| 2021      | 1         | 0         |
| Celkem    | 1         | 0         |